# Чуприна, Владимир Григорьевич
Влади́мир Григо́рьевич Чупри́на (укр. Чуприна Володимир Григорович; род. 11 августа 1940, село Хорлы) — украинский советский живописец и общественный деятель. Народный художник Украины (1998). Почётный академик Национальной академии искусств Украины (2015). Профессор. Заведующий кафедрой изобразительного искусства Херсонского государственного университета. Почётный гражданин Херсона. Один из инициаторов открытия Херсонского областного художественного музея имени Алексея Шовкуненко.

## Биография
Владимир Григорьевич Чуприна родился 11 августа 1940 года в селе Хорлы. С 1953 года учился в Республиканской художественной школе в Киеве. В 1972 году окончил Киевский государственный художественный институт по специальности «Теория и история искусства». Его учителями были П. А. Белецкий, А. А. Шовкуненко. Работал старшим научным сотрудником в Херсонском краеведческом музее.
С 1987 года стал членом Национального союза художников Украины. С 1975 по 2000 год Владимир Григорьевич возглавлял Херсонское областное управление культуры. С 2000 года на должности заведующего кафедрой изобразительного искусства Херсонского государственного университета. В 2001 году победил в Международном конкурсе «Золотая фортуна». С 2001 года стал академиком Калифорнийской академии наук, образования и культуры.
С 2015 года стал почётным академиком Национальной академии искусств Украины.

## Творчество

### Картины
- Серии работ: «Моршин зимний», «Пейзажи Крыма», «Лиман в Станиславе», «Херсонская степь», «Старая архитектура Украины» и другие;
- Течение времени (1997);
- Симферополь (1987);
- Пионы (1990);
- Дочь (2000).

### Выставки
Первая персональная выставка прошла в 1985 году. Впоследствии персональные выставки прошли в Киеве, Херсоне, Новой Каховке, Николаеве, а также в Польше, Австрии, Германии.

### Редактор
- Альбом «Херсонский художественный музей» (1987);
- Альбом «Южная красота Украины» (1998);
- Альбом «Художники Херсонщины» (2002).

## Награды
- Орден «За заслуги» ІІІ степени (2013)[1].
- Народный художник Украины (1998)[4].
- Заслуженный художник Украины (?).

## Семья
Сын — Борис Чуприна, режиссёр, драматург, сценограф, народный артист.